# Georg Eberhard Rumphius
Georg Eberhard Rumphius, o Georg Eberhard Rumph (Wölfersheim, 1º novembre 1627 – Ambon, 15 giugno 1702), è stato un biologo e botanico tedesco naturalizzato olandese, impiegato della Compagnia olandese delle Indie orientali nell'odierna Indonesia orientale, ricordato soprattutto per il suo Herbarium Amboinense.

## Biografia

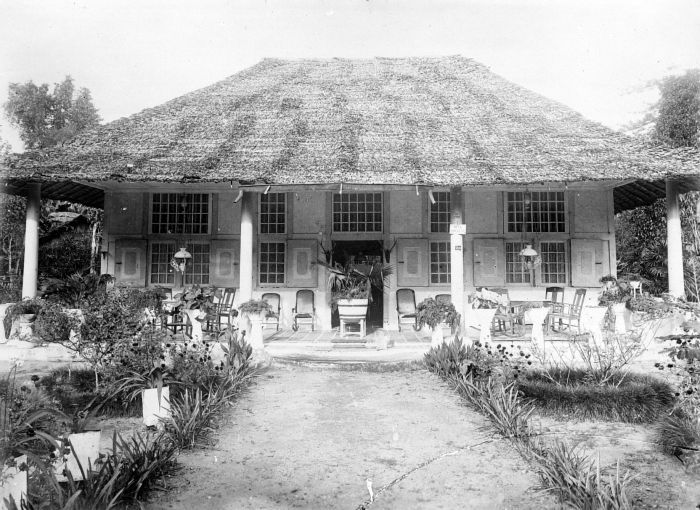
Abitazione di Rumphius ad Ambon (1910)

Georg Eberhard Rumphius era il primogenito di August Rumpf, un ingegnere e appaltatore di Hanau, e di Anna Elisabeth Keller, sorella di Johann Eberhard Keller, governatore di Kleve, una città di lingua olandese appartenente a quel tempo al principe elettore di Brandeburgo. Crebbe a Wölfersheim e successivamente frequentò il ginnasio ad Hanau. Si arruolò come militare ufficialmente per la Repubblica di Venezia, in realtà per le Province Unite; nel 1646 si imbarcò per il Brasile dove era in corso una guerra fra olandesi e portoghesi per il controllo del territorio. Non si sa se in seguito a un naufragio o a cattura, sbarcò in Portogallo dove rimase per quasi tre anni. Verso il 1649 ritornò a Hanau, dove iniziò a lavorare nell'impresa paterna.
Lasciò Hanau alla fine del 1651, dopo la morte di sua madre (20 dicembre 1651) e, forse grazie alle relazioni della famiglia materna, si arruolò con la Compagnia Olandese delle Indie Orientali col nome di Jeuriaen Everhard Rumpf. Salpò il 26 dicembre 1652 e giunse a Batavia, oggi Giacarta, dopo sette mesi, nel luglio 1653. Nel 1654 giunse all'arcipelago delle Molucche e nel 1657 fu trasferito a Hitoe, la penisola settentrionale dell'isola di Ambon, con l'incarico di "ingegnere", Sposò Suzanne nel (1653), una donna locale esperta della flora indigena, e con lei intraprese la catalogazione della flora e della fauna di quelle isole.
Strumento importante per la comunicazione delle scoperte fatte da Rumphius nelle Molucche furono lettere provviste di illustrazioni, raccolti più tardi nel D'Amboinsche Rariteitkamer, e i cataloghi illustrati. La qualità delle sue comunicazioni fu tale che Rumphius fu soprannominato in Europa Plinius Indicus ("il Plinio delle Indie"). Il governatore della Compagnia delle Indie a Batavia, Joan Maetsuycker, lo dispensò dai suoi doveri lavorativi ordinari affinché si dedicasse completamente allo studio. D'altra parte Rumphius ha identificato almeno 140 generi e 930 specie di piante, sconosciute prima di allora e descritti nell'Herbarium Amboinense.
La sua vita fu tuttavia un susseguirsi di eventi sfortunati. Attorno al 1670 perse la vista e poté continuare i suoi studi grazie ai familiari i quali leggevano le opere che potevano interessarlo o scrivevano sotto sua dettatura. Pochi anni dopo, il 17 febbraio 1674 uno tsunami colpì Ambon uccidendo la moglie e una figlia. Nel 1687 un incendio devastò l'isola distruggendo la biblioteca e i suoi disegni originali; per fortuna il governatore di Batavia, naturalista dilettante, aveva fatto copia della maggior parte dei disegni di Rumphius i quali poterono essere utilizzati per 'Herbarium che tuttavia fu pubblicato postumo oltre 45 anni dopo la morte di Rumphius, in quanto la Compagnia delle Indie lo ritenne strategicamente segreto per le informazioni che avrebbero potuto essere usate dalle Compagnie commerciali concorrenti. Infine, Rumphius fu costretto dalla Compagnia delle Indie a vendere la sua collezione scientifica a Cosimo III de' Medici.

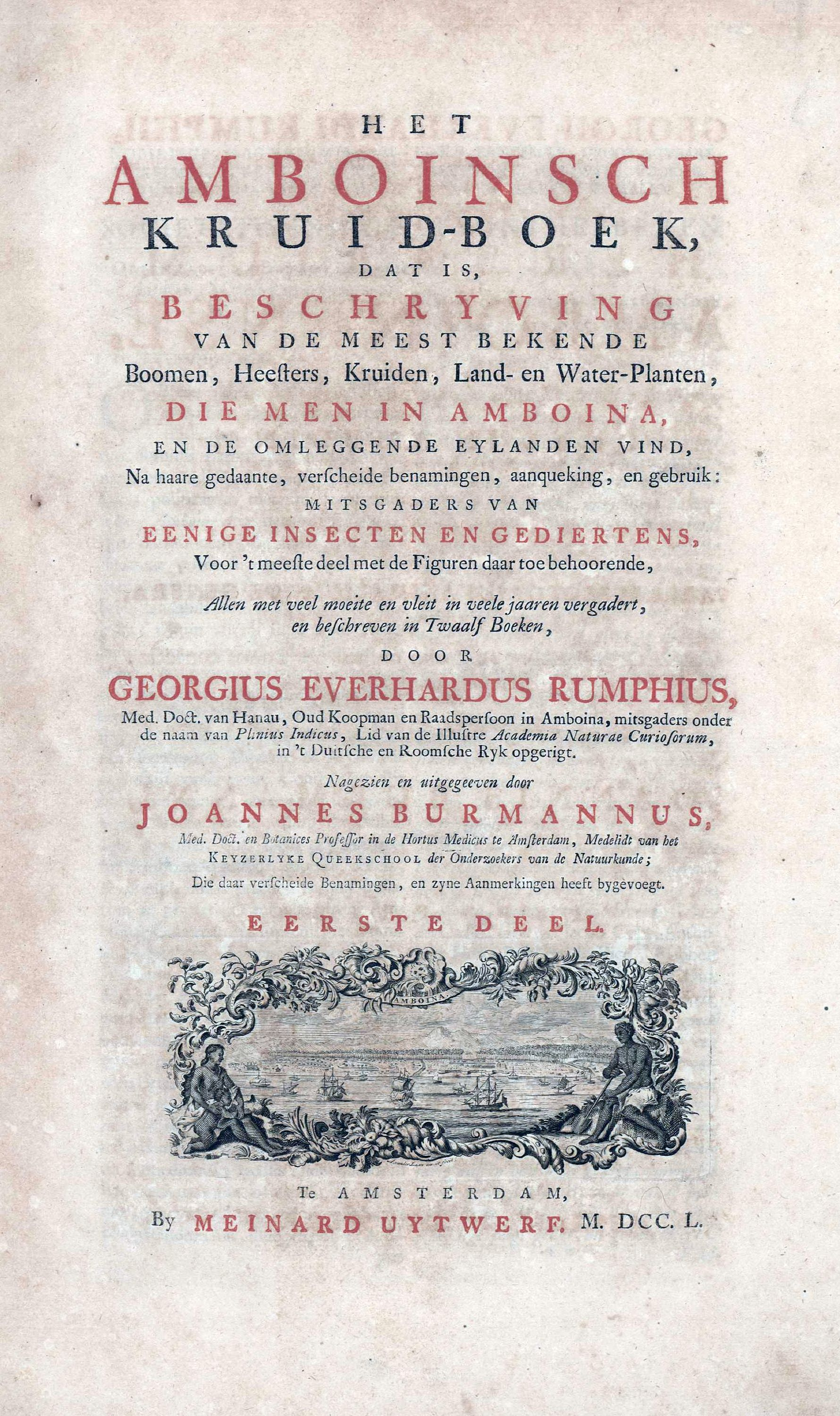
Amboinsch Kruid-boek, 1750

## Opere
- (NL) D'Amboinsche Rariteitkamer, behelzende eene beschryvinge van allerhande zoo weeke als harde Schaalvisschen, te weeten raare Krabben, Kreeften, en diergelyke Zeedieren, als mede allerhande Hoorntjes en Schulpen, die men in d'Amboinsche Zee vindt, a cura di Simon Schijnvoet, T'Amsterdam, gedrukt by François Halma boekverkoper, 1705.
  - (DE) Amboinische Raritäten-Kammer, oder Abhandlung von den steinschaalichten Thieren welche man Schnecken und Muscheln nennet, traduzione di Philipp Ludwig Statius Müller, in Wien, auf Kosten der Kraussische Buchhandlung, 1766  [1705].
  - (NL, EN) The Ambonese Curiosity Cabinet, translated, edited, annotated, and with an introduction by Eric Montague Beekman, New Haven, Yale University Press, 1999  [1705], ISBN 0-300-07534-0.
- (NL, LA) Het Amboinsche kruid-boek. Dat is, beschryving van de meest bekende boomen, heesters, kruiden, land-en water-planten, die men in Amboina, en de omleggende eylanden vind—Herbarium Amboinense, plurimas conplectens arbores, frutices, herbas, plantas terrestres & aquaticas, quae in Amboina, et adjacentibus reperiuntur insulis, a cura di Joannes Burmannus, vol. 1, Te Amsterdam, by François Changuion, Jan Catuffe, Hermanus Uytwerf, 1741.
- (NL, LA) Het Amboinsche kruid-boek. Dat is, beschryving van de meest bekende boomen, heesters, kruiden, land-en water-planten, die men in Amboina, en de omleggende eylanden vind—Herbarium Amboinense, plurimas conplectens arbores, frutices, herbas, plantas terrestres & aquaticas, quae in Amboina, et adjacentibus reperiuntur insulis, a cura di Joannes Burmannus, vol. 2, Te Amsterdam, by François Changuion, Jan Catuffe, Hermanus Uytwerf, 1741.
- (NL, LA) Het Amboinsche kruid-boek. Dat is, beschryving van de meest bekende boomen, heesters, kruiden, land-en water-planten, die men in Amboina, en de omleggende eylanden vind—Herbarium Amboinense, plurimas conplectens arbores, frutices, herbas, plantas terrestres & aquaticas, quae in Amboina, et adjacentibus reperiuntur insulis, a cura di Joannes Burmannus, vol. 3, Te Amsterdam, by François Changuion, Jan Catuffe, Hermanus Uytwerf, 1743.
- (NL, LA) Het Amboinsch kruid-boek. Dat is, beschryving van de meest bekende boomen, heesters, kruiden, land-en water-planten, die men in Amboina, en de omleggende eylanden vind—Herbarium Amboinense, plurimas conplectens arbores, frutices, herbas, plantas terrestres & aquaticas, quae in Amboina, et adjacentibus reperiuntur insulis, a cura di Joannes Burmannus, vol. 4, Te Amsterdam, by François Changuion, Jan Catuffe, Hermanus Uytwerf, 1743.
- (NL, LA) Het Amboinsch kruid-boek. Dat is, beschryving van de meest bekende boomen, heesters, kruiden, land-en water-planten, die men in Amboina, en de omleggende eylanden vind—Herbarium Amboinense, plurimas conplectens arbores, frutices, herbas, plantas terrestres & aquaticas, quae in Amboina, et adjacentibus reperiuntur insulis, a cura di Joannes Burmannus, vol. 5, Te Amsterdam, by François Changuion, Hermanus Uytwerf, 1747.
- (NL, LA) Het Amboinsch kruid-boek. Dat is, beschryving van de meest bekende boomen, heesters, kruiden, land-en water-planten, die men in Amboina, en de omleggende eylanden vind—Herbarium Amboinense, plurimas conplectens arbores, frutices, herbas, plantas terrestres & aquaticas, quae in Amboina, et adjacentibus reperiuntur insulis, a cura di Joannes Burmannus, vol. 6, Te Amsterdam, by François Changuion, Hermanus Uytwerf, 1750.
- (NL, LA) Het Auctuarium, ofte vermeerdering, op het Amboinsch kruid-boek. Dat is, beschryving van de overige boomen, heesters, en planten, die men in Amboina, en de omleggende eilanden vind—Herbarii Amboinensis auctuarium, reliquas complectens arbores, frutices, ac plantas, quae in Amboina, et adjacentibus demum repertae sunt insulis, a cura di Joannes Burmannus, Te Amsterdam, by Mynard Uytwerf, en de weduwe S. Schouten en zoon, 1755.
- Amboinsche Historie (Storia di Ambon)
- Amboinsche Lant-beschrijvinge (geografia umana)
- Amboinsch Dierboek (Animali di Ambon, perduto)